# Brestovac, Bor
Brestovac (izvirno srbsko Брестовац) je naselje v Srbiji, ki upravno spada pod Občino Bor; slednja pa je del Borskega upravnega okraja.

## Demografija
V naselju živi 2412 polnoletnih prebivalcev, pri čemer je njihova povprečna starost 41,3 let (40,3 pri moških in 42,4 pri ženskah). Naselje ima 966 gospodinjstev, pri čemer je povprečno število članov na gospodinjstvo 3,05.
Prebivalstvo je večinoma nehomogeno.
|  |

| Demografija | Demografija     | Demografija     |
| Leto        | Št. prebivalcev | Št. prebivalcev |
| ----------- | --------------- | --------------- |
|             |                 |                 |
|             |                 |                 |
|             |                 |                 |
|             |                 |                 |
| 1948        | 2051            |                 |
| 1953        | 2120            |                 |
| 1961        | 2350            |                 |
| 1971        | 2201            |                 |
| 1981        | 2121            |                 |
| 1991        | 3140            | 3086            |
| 2002        | 3039            | 2950            |
|             |                 |                 |

| Etnična sestava po popisu iz leta 2002 | Etnična sestava po popisu iz leta 2002 | Etnična sestava po popisu iz leta 2002 | Etnična sestava po popisu iz leta 2002 | Etnična sestava po popisu iz leta 2002 |
| -------------------------------------- | -------------------------------------- | -------------------------------------- | -------------------------------------- | -------------------------------------- |
| Srbi                                   | Srbi                                   |                                        | 1.864                                  | 63,18%                                 |
| Vlahi                                  | Vlahi                                  |                                        | 732                                    | 24,81%                                 |
| Jugoslovani                            | Jugoslovani                            |                                        | 25                                     | 0,84%                                  |
| Črnogorci                              | Črnogorci                              |                                        | 18                                     | 0,61%                                  |
| Romuni                                 | Romuni                                 |                                        | 14                                     | 0,47%                                  |
| Romi                                   | Romi                                   |                                        | 14                                     | 0,47%                                  |
| Makedonci                              | Makedonci                              |                                        | 11                                     | 0,37%                                  |
| Slovaki                                | Slovaki                                |                                        | 4                                      | 0,13%                                  |
| Slovenci                               | Slovenci                               |                                        | 2                                      | 0,06%                                  |
| Bolgari                                | Bolgari                                |                                        | 2                                      | 0,06%                                  |
| Hrvati                                 | Hrvati                                 |                                        | 1                                      | 0,03%                                  |
| Ukrajinci                              | Ukrajinci                              |                                        | 1                                      | 0,03%                                  |
| Rusini                                 | Rusini                                 |                                        | 1                                      | 0,03%                                  |
| Muslimani                              | Muslimani                              |                                        | 1                                      | 0,03%                                  |
| Madžari                                | Madžari                                |                                        | 1                                      | 0,03%                                  |
| Neznano                                | Neznano                                |                                        | 17                                     | 0,57%                                  |